# Lana (Italia)
Lana es una localidad y comune italiana de la provincia de Bolzano, región de Trentino-Alto Adigio, con 11.071 habitantes. Está situado en el Valle dell'Adige) entre Bolzano y Merano y en la entrada del Val d'Ultimo.

## Evolución demográfica
| Gráfica de evolución demográfica de Lana entre 1861 y 2001 |
|                                                            |
| Fuente ISTAT - elaboración gráfica de Wikipedia            |